# Acapella (chanson)
Cet article possède un paronyme, voir A cappella (homonymie).
Singles de Kelis
I Don't Think So
(2008) 4th of July (Fireworks)
(2010)
Acapella est une chanson de l'artiste américaine Kelis sorti le 23 février 2010.

## Liste des pistes
- Téléchargement digital

1. "Acapella" - 4:08 (Jean Baptiste, Kelis, Makeba Riddick)

- CD single au Royaume-Uni[1]

1. "Acapella" (Radio Edit) - 3:19
2. "Acapella" (Doman and Gooding Remix) - 6:01

- Remixes EP au Royaume-Uni[2]

1. "Acapella" (Benny Benassi Remix Instrumental) - 6:19
2. "Acapella" (Raw Man Remix) - 3:58
3. "Acapella" (Bimbo Jones Vocal Remix) - 8:04
4. "Acapella" (Monarchy Urania Club Mix) - 7:06
5. "Acapella" (Dave Audé Club Mix) - 8:06

- CD single en Allemagne

1. "Acapella" - 4:08
2. "Acapella" - (Dave Audé Radio Remix)

- EP en Allemagne

1. "Acapella" (album version) - 4:08
2. "Acapella" (David Guetta Extended Mix) - 5:41
3. "Acapella" (Bimbo Jones Radio Remix) - 4:13
4. "Acapella" (Monarchy Urania Radio Edit) - 4:12

- Digital single en France

1. "Acapella" (Album Version) - 4:08
2. "Acapella" (Instrumental) - 4:08
3. "Acapella" (A Capella) - 3:42

- Remixes EP en Australie[3]

1. "Acapella" (Benny Benassi Remix) - 6:19
2. "Acapella" (Raw Man Remix) - 3:58
3. "Acapella" (Bimbo Jones Vocal Remix) - 8:04
4. "Acapella" (Monarchy Urania Club Mix) - 7:06
5. "Acapella" (Dave Audé Club Dub Remix) - 7:23

- Remixes EP aux États-Unis[4]

1. "Acapella" (Benny Benassi Remix) - 6:20
2. "Acapella" (David Guetta Extended Mix) - 5:41
3. "Acapella" (Dave Audé Extended Mix) - 8:08
4. "Acapella" (Bimbo Jones Remix) - 8:05
5. "Acapella" (Raw Man Remix) - 3:59
6. "Acapella" (Doman and Gooding Remix) - 6:01

## Classement par pays
| Classement (2010)                               | Meilleure position |
| ----------------------------------------------- | ------------------ |
| Allemagne (Media Control AG)                    | 21                 |
| Autriche (Ö3 Austria Top 40)                    | 36                 |
| Belgique (Flandre Ultratop 50 Singles)          | 9                  |
| Belgique (Wallonie Ultratop 50 Singles)         | 29                 |
| République tchèque (Top 100 Classement Airplay) | 36                 |
| Pays-Bas (Nederlandse Top 40)                   | 9                  |
| Europe (Hot 100)                                | 20                 |
| Irlande (IRMA)                                  | 17                 |
| Slovaquie (Top 100 Classement Airplay)          | 3                  |
| Suisse (Schweizer Hitparade)                    | 61                 |
| Royaume-Uni (UK Singles Chart)                  | 5                  |
| Royaume-Uni (UK Dance Chart)                    | 1                  |
| États-Unis (Dance Club Songs)                   | 1                  |

### Classement de fin d'année
| Classement (2010)                        | Meilleure position |
| ---------------------------------------- | ------------------ |
| Pays-Bas Classement single               | 72                 |
| Italie Classement single                 | 92                 |
| Royaume-Uni Classement single            | 92                 |
| États-Unis Billboard Hot Dance Club Play | 24                 |

## Historique de sortie
| Pays        | Date            | Format                 | Label           |
| ----------- | --------------- | ---------------------- | --------------- |
| États-Unis  | 23 février 2010 | Téléchargement digital | will.i.am music |
| France      | 5 avril 2010    | Téléchargement digital | Polydor Records |
| Royaume-Uni | 11 avril 2010   | Téléchargement digital | Polydor Records |
| Allemagne   | 7 mai 2010      | CD single              | Universal Music |
| Royaume-Uni | 10 mai 2010     | CD single              | Polydor Records |